# آديتوموا إيدون
باباتوندي أديتوموا ستافورد «توميوا» إيدون (بالإنجليزية: Adetomiwa Edun)‏ (بالإنجليزية: Babatunde Adetomiwa Stafford "Tomiwa" Edun) هو ممثل ومؤدي صوت نيجيري-بريطاني ولد بتاريخ 4 مارس 1984 في لاغوس، نيجيريا.

## أعماله
أبرز أعماله هو آدائه الصوتي لشخصية أليكس هنتر في سلسلة فيفا.

## وصلات خارجية
آديتوموا إيدون على موقع IMDb (الإنجليزية)
- آديتوموا إيدون على موقع قاعدة بيانات الفيلم (الإنجليزية)